# Óptica de Euclides

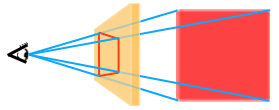
Euclides postuló que los rayos visuales parten desde los ojos hacia los objetos, y que las diferentes propiedades visuales de los objetos estaban determinadas por la forma en que los rayos visuales los golpeaban. Aquí el cuadrado rojo representa un objeto real, mientras que el plano amarillo muestra cómo se percibe el objeto

La Óptica de Euclides (en griego, Ὀπτικά) es un trabajo sobre la geometría de la visión escrito por el matemático griego Euclides alrededor del 300 a. C.  El manuscrito de la Óptica más antiguo que se conserva está escrito en griego y data del siglo X. 
El trabajo se centra casi por completo en la geometría de la visión, con pocas referencias a los aspectos físicos o psicológicos del sentido de la vista.  Ningún científico occidental había prestado previamente tal atención matemática a la visión. La Óptica de Euclides influyó en el trabajo de posteriores científicos griegos e islámicos, así como en los artistas del Renacimiento de la Europa Occidental.

## Significado histórico
Los escritores anteriores a Euclides habían desarrollado distintas teorías de la visión.  Sin embargo, sus obras eran en su mayoría de naturaleza filosófica y carecían de la base matemática que Euclides introdujo en su Óptica.  Estos intentos pioneros estaban relacionados principalmente con la dimensión física de la visión.  Mientras que Platón y Empédocles pensaban que el rayo visual era una "emanación luminosa y etérea", el tratamiento de Euclides de la visión de una manera matemática era parte de la tendencia helenística más general para cuantificar una amplia gama de campos científicos. 
Debido a que la Óptica contribuyó con una nueva dimensión al estudio de la visión, influyó en los científicos posteriores.  En particular, Ptolomeo usó el tratamiento matemático de la visión de Euclides y su idea de un cono visual en combinación con teorías físicas. La Óptica de Ptolomeo ha sido llamada "una de las obras más importantes sobre la óptica escrita antes de Newton".  Artistas del Renacimiento como Brunelleschi, Alberti y Durero utilizaron la Óptica de Euclides en su propio trabajo sobre la perspectiva lineal.

## Estructura y método
Similar a la mucho más famosa obra de Euclides sobre geometría, los Elementos, La óptica comienza con un pequeño número de definiciones y postulados, que luego se usan para probar, mediante el razonamiento deductivo, un cuerpo de proposiciones geométricas (teoremas en la terminología moderna) sobre la visión. 
Los postulados en la Óptica son:
1. Los rayos rectilíneos que proceden del ojo divergen indefinidamente;
2. Que la figura contenida por un conjunto de rayos visuales es un cono cuyo vértice se encuentra en el ojo y la base en la superficie de los objetos vistos;
3. Que esas cosas se ven sobre las cuales caen los rayos visuales y aquellas cosas no se ven sobre las cuales no caen los rayos visuales;
4. Las cosas que se ven bajo un ángulo más grande parecen más grandes, las que están bajo un ángulo más pequeño parecen más pequeñas y las que están bajo ángulos iguales parecen iguales;
5. Las cosas que se ven con los rayos visuales superiores parecen más altas, y las cosas que se ven con los rayos visuales inferiores aparecen más bajas;
6. De manera similar, las cosas que se ven por los rayos más a la derecha aparecen más a la derecha, y las que se ven por los rayos más a la izquierda aparecen más a la izquierda;
7. Que las cosas que se ven bajo más ángulos se ven más claramente. El tratamiento geométrico de la materia sigue la misma metodología que los Elementos.

## Contenido
Según Euclides, el ojo ve objetos que están dentro de su cono visual.  El cono visual está formado por líneas rectas, o rayos visuales, que se extienden hacia afuera desde el ojo.  Estos rayos visuales son discretos, pero se percibe una imagen continua porque los ojos, y por lo tanto, los rayos visuales, se mueven muy rápidamente.  Sin embargo, como los rayos visuales son discretos, es posible que objetos pequeños queden ocultos entre ellos.  Esto explicaría la dificultad en la búsqueda de una aguja caída al suelo.  Aunque la aguja puede estar dentro del campo de visión, hasta que los rayos visuales del ojo caigan sobre la aguja, no se verá. Los rayos visuales discretos también explicarían la apariencia nítida o borrosa de los objetos.  Según el postulado 7, cuanto más cerca se está de un objeto, más rayos visuales caen sobre él y más detallado o nítido aparece.  Este es un intento inicial para describir el fenómeno de la resolución óptica. 
Gran parte del trabajo considera la perspectiva, analizando la manera en la que aparece un objeto en el espacio en relación con el ojo. Por ejemplo, en la proposición 8, Euclides argumenta que el tamaño percibido de un objeto no está relacionado con su distancia al ojo por una proporción simple.